# 马查拉维亚亚
马查拉维亚亚，是西班牙安达卢西亚自治区马拉加省的一个市镇。 总面积7平方公里，总人口375人（2001年），人口密度54人/平方公里。